# Henrik Malmrot
Lars Henrik Örtenstrand Malmrot, född 14 oktober 1994 i Överjärna församling i Stockholms län, är sedan augusti 2021 generalsekreterare för det ideella ungdomsförbundet jagvillhabostad.nu. 
Han har tidigare varit förbundsordförande för Ung Vänster, Vänsterpartiets ungdomsförbund. Han valdes till ordförande vid förbundets 48:e kongress i Köping 25–28 maj 2017. Inför kongressen 2021 meddelade Malmrot sin avgång efter att ha suttit i förbundsstyrelsen sedan 2015.